# Ricardo Fernández Vallespín
Ricardo Fernández Vallespín (Ferrol, La Coruña, 23 de septiembre de 1910-Madrid, 28 de julio de 1988) fue un arquitecto y sacerdote católico español. Miembro del Opus Dei, comenzó la labor apostólica en Argentina y Uruguay.

## Biografía
Nacido en la localidad coruñesa de Ferrol. Su padre, Arístides Fernández Matheus, había nacido en La Habana (Cuba) y era capitán de Ingenieros Militares. En 1932 se retiró con el grado de Teniente coronel. Su madre, Eladia Vallespín Zayas, natural de Barcelona, dedicó toda su vida a labores domésticas. El matrimonio se había casado en 1905 y tuvo siete hijos: María, Arístides, Ricardo, Carlos, Carmen, Eladia y Susana.
Ricardo realizó los estudios de bachillerato en los institutos de Oviedo y de Madrid. De joven decidió ser arquitecto. En 1926 comenzó en la Universidad de Oviedo, los estudios previos al ingreso en la Escuela Superior de Arquitectura. En 1929 se trasladó a la capital de España para cursar la carrera de Arquitectura en Escuela Superior de Arquitectura de Madrid, junto a su hermano Arístides. El 14 de  mayo de 1933, mientras realizaba sus estudios universitarios conoció a Josemaría Escrivá, y comenzó a dirigirse espiritualmente con él acudiendo a su casa, en la calle Martínez Campos. A comienzos de noviembre de 1933 se incorporó al Opus Dei.
Participó en la instalación y desarrollo de la Academia DYA, en la calle Luchana, y después en la Residencia DYA, situada en la calle Ferraz, de la que fue el director. El 2 de mayo de 1935, Fernández Vallespín realizó una romería junto a Escrivá y a José María González Barredo al santuario abulense de Sonsoles. Esa peregrinación dio origen en el Opus Dei a la costumbre de la romería de mayo.
Del 20 al 23 de abril de 1936, Ricardo acompañó a Josemaría Escrivá a Valencia, en el primer viaje realizado fuera de Madrid para impulsar la labor apostólica del Opus Dei en otras ciudades de España.
Tras el paréntesis de la guerra civil española, donde disminuyó notablemente el contacto con Escrivá, volvió a tratarle con asiduidad. Inició su carrera profesional incorporándose como arquitecto al Ayuntamiento de Madrid (agosto de 1939). Meses después se integró en el Banco Hipotecario como arquitecto inspector de la zona norte peninsular situada entre Gijón-Oviedo y Bilbao, donde revisó edificaciones dañadas durante la contienda que requerían ser reconstruidas, hasta febrero de 1943.  
En 1940 recibió el encargo de proyectar el recientemente creado Consejo Superior de Investigaciones Científicas. En concreto Fernández Vallespín se ocupó de la ampliación y reforma del edificio Duque de Medinaceli –antiguo Palacio de Hielo y del Automóvil– en el que se instaló el Centro de Estudios Históricos, y posteriormente el Instituto de Estudios Jurídicos. 
En 1941 se ocupó de la restauración y adaptación del Instituto de Etnología del Museo Nacional de Ciencias Naturales, dañado durante la Guerra Civil. También realizó el proyecto de su primer gran edificio: el Instituto de Física Aplicada Leonardo Torres Quevedo, situado en la madrileña calle de Serrano. Al año siguiente proyectó, junto con Miguel Fisac, el Edificio Central del CSIC. Compaginó su trabajo con la expansión del Opus Dei por diversas ciudades españolas, como: Valladolid, Valencia o Sevilla.
A finales de junio de 1943, se licenció en la facultad de Filosofía y Letras, sección de Historia, en la Universidad de Sevilla.
En 1947 viajó a Suiza, Países Bajos, Dinamarca, Suecia e Inglaterra, con el fin de conocer los laboratorios y edificios de investigación que pudieran servir para los proyectos de los edificios del CSIC. Durante el curso 1948-49 fue arquitecto del Servicio de Defensa del Patrimonio Artístico Nacional. En 1949 realizó el edificio del Patronato Juan de la Cierva; y los laboratorios Alter, en la calle Mateo Inurria.
El 13 de noviembre de 1949 se ordenó sacerdote junto a Amadeo de Fuenmayor, José Orlandis y Juan Udaondo, de manos de Zacarías de Vizcarra, obispo auxiliar de Toledo.
El 12 de marzo de 1950 se trasladó a Buenos Aires, junto con Ismael Sánchez Bella y Francisco Ponz para comenzar la labor apostólica del Opus Dei en Argentina. Posteriormente se desplazó a Rosario, donde el 24 de junio se inauguró una residencia para estudiantes. En 1952 regresó a Buenos Aires donde el 29 de abril se abrió el primer centro del Opus Dei en la calle Cerrito.
También se implicó en los inicios de la labor apostólica del Opus Dei en Uruguay. Desde 1955 comenzó a realizar periodicamente viajes a Montevideo, hasta que el 20 de octubre de 1956, se establecieron allí dos sacerdotes: Agustín Falceto y Gonzalo Bueno. En 1957 fue nombrado delegado para varios países americanos: Brasil, Argentina, Uruguay, Chile, Perú y Bolivia. 
En 1962 regresó a España. En Madrid realizó desarrolló su ministerio sacerdotal. Diseñó la ampliación de la sede de la Comisión Regional del Opus Dei en España, en la calle Diego de León; y realizó la tesis doctoral en Derecho Canónico (1964) titulada "El procedimiento en las causas canónicas de separación temporal".   
En 1987 se trasladó a vivir a la residencia de profesores del colegio Tajamar (Madrid), donde falleció en la tarde del 28 de julio de 1988. En marzo de ese año había sufrido un edema cerebral.

## Obras arquitectónicas realizadas en Madrid
- Ampliación y reforma del edificio Duque de Medinaceli, en el que se instaló el Centro de Estudios Históricos y el Instituto de Estudios Jurídicos.
- Restauración y adaptación del Instituto de Etnología del Museo Nacional de Ciencias Naturales.
- Instituto de Física Aplicada Leonardo Torres Quevedo,
- Edificio central del Consejo Superior de Investigaciones Científicas (CSIC)
- Patronato Juan de la Cierva (CSIC)
- Laboratorios Alter, en la calle Mateo Inurria
- Ampliación de la sede de la Comiisón Regional del Opus Dei en España